# Juicy Planet Earth
Juicy Planet Earth – trzeci studyjny album polskiej grupy muzycznej Flapjack, wydany 10 marca 1997 przez Metal Mind Productions.

## Utwory
| Nr  | Tytuł                               | Muzyka                 | Słowa | Czas |
| --- | ----------------------------------- | ---------------------- | ----- | ---- |
| 1.  | „Think Twice”                       | Ślimak                 | Guzik | 2:14 |
| 2.  | „Cold”                              | Hrapluck               | Guzik | 3:16 |
| 3.  | „Crook”                             | Hrapluck               | Guzik | 3:45 |
| 4.  | „Purity”                            | Litza                  | Guzik | 3:46 |
| 5.  | „Onion Tears”                       | Hrapluck               | Guzik | 3:57 |
| 6.  | „Human Upholstery”                  | Hrapluck, Domin        | Guzik | 4:35 |
| 7.  | „Trippin’ Into Unknown Lands”       | Guzik                  | Guzik | 5:56 |
| 8.  | „World Of Clowns” (instrumentalny)  | Litza, Guzik, Hrapluck |       | 1:49 |
| 9.  | „Dead Broke”                        | Hrapluck               | Guzik | 2:26 |
| 10. | „Trouble Man”                       | Litza                  | Guzik | 3:36 |
| 11. | „Ready To Die”                      | Litza                  | Guzik | 3:41 |
| 12. | „I Want It All”                     | Guzik                  | Guzik | 3:51 |
| 13. | „Worker Bleeds”                     |                        |       | 0:57 |
| 14. | „Squadra Nigeria”                   |                        |       | 2:29 |
| 15. | „Human Upholstery” (instrumentalny) |                        |       | 3:39 |

Utwory 13-15 wydane tylko na digipaku.
Utwory 13 i 14 zostały źle nagrane i na płycie zamienione są miejscami. Utwór „Worker Bleeds” został nagrany pod numerem 14, a „Squadra Nigeria” pod 13.

## Twórcy
Źródło
Skład zespołu
- Grzegorz „Guzik” Guziński – śpiew, gitara basowa oraz gitara (7), Fender Rhodes oraz harmonijka ustna (8,12), programowanie bębnów (12)
- Robert "Litza" Friedrich – gitara (4,10,11), gitara basowa (10,11)
- Jacek "Hrapluck" Chraplak – gitara basowa, banjo (2,8), Fender Rhodes (2,6), gitara (1,2,3,5,6,9)
- Maciej Jahnz – gitara (1)
- Maciej "Ślimak" Starosta – perkusja

Udział gościnny
- Domin – instrumenty klawiszowe, programowanie (6)

Produkcja
Nagrania zarejestrowano w sali prób Flapjacka w Poznaniu (8-26 stycznia 1997 r.) pod okiem Jacka Chraplaka oraz w studiu Deo Recordings w Wiśle (28 stycznia – 8 lutego 1997 r. – utwory 2, 6, 8, 12,15, wokale w utworach 11, 13) pod okiem Adama Toczko. Mastering płyty został zrealizowany w studiu High End Audio przez Grzegorza Piwkowskiego.

## Opis
Teksty utworów z tego albumu określono jako „frapujące”. Ich przesłanie i znaczenie wyjaśnił autor, Grzegorz „Guzik” Guziński. Utwór „Think Twice” oznacza tytułowe „pomyśl dwa razy” i odnosi się do potrzeby zastanowienia przed tym, zanim zrobi się krzywdę przyjacielowi. Sens piosenki „Cold” przywołuje martwego człowieka, będącego ofiarą morderstwa, dokonanego przez zabójcę bez mrugnięcia okiem. Numer „Crook” wyraża tytułowego oszusta, tj. człowieka uważającego się za pana świata czy króla ponad innymi ludźmi, lekceważącego nawet członków własnej rodziny. W tekście „Purity” autor przedstawia własną czystość, z której jest dumny oraz dodaje, że potrafi rozróżnić dobro od zła. Piosenka „Onion Tears” przywołuje typ bogatych materialistów (chcących mieć wszystko za pieniądze), na pogrzebie których poniżani przez nich przyjaciele będą zmuszeni zapłakać tytułowymi „cebulowymi łzami”. Słowa tekstu „Human Upholstery” dotyczą ludzi dbających wyłącznie o swój wygląd i powierzchowność (tytułowa „ludzka tapicerka”), a nie o wnętrzu, jednak przestrogą dla nich jest refren, mówiący, iż polędwica smakuje dobrze, lecz gdy sie pali, to nie pachnie już ładnie. Wersy utworu „Trippin’ Into Unknown Lands” (pol. „podróżując w nieznane lądy”) wyrażają lęk o przeznaczenie, a dokładnie o to, co stanie się po śmierci. „World Of Clowns” jest utworem instrumentalnym, umieszczono w nim odgłosy ludzi imitujących zachowanie osób chorych psychicznie, zaś według Guzika przesłaniem jest tytułowy „świat klaunów”, pełen psychopatów, świrów i dziwaków tj. ludzi nieszczerych i udających. „Dead Broke” opowiada o chłopaku wywodzących się z niezamożnej rodziny i nie mającym środków finansowych na zakup modnych ciuchów, przez co jest lekceważony przez rówieśników, aczkolwiek sam zachowuje pogodę ducha z tego powodu i wewnętrznie triumfuje na nimi. W słowach piosenki „Trouble Man” Guziński przedstawił siebie samego jako tytułowego zakłopotanego człowieka, czując się jako osoba drugiego sortu przy bogatych i lepiej wykształconych – tymczasem on sam wyciąga do nich rękę licząc na wzajemne pojednanie i zgodę. Utwór „Ready To Die” wyraża tytułowe przesłanie, żeby być gotowym na śmierć i w tym celu w każdej chwili pozostawać w porządku. Piosenka „I Want It All” (pol. „chcę to wszystko”) została zadedykowana przez Guzika jego dziewczynie, przy czym tekst nie został zainspirowany utworem o tym samym tytule grupy Queen z 1989, którego autor wcześniej nawet nie znał. Tekst piosenki „Squadra Nigeria” stanowi kolejny w twórczości zespołu temat piłkarski, tym razem był to hołd Guzika dla reprezentacji Nigerii i jej triumfu na turnieju Igrzysk Olimpijskich Atlanta 1996. Znaczenie słów z „Worker Bleeds” (pol. „robotnik krwawi”) to praca chińskiego pracownika, której wytworem jest zabawka dla dziecka.
Materiał z płyty, zupełnie odmienny od muzyki na dwóch pierwszych albumach zespołu, spotkał się ze skrajnie różnych przyjęciem przez słuchaczy. Album był promowany w 1997 na trasie koncertowej pod nazwą Juicy Pig wraz z supportującymi zespołami Albert Rosenfield (w 1997 wydał płytę Twin Pigs) i Bandog. 